# Verführung

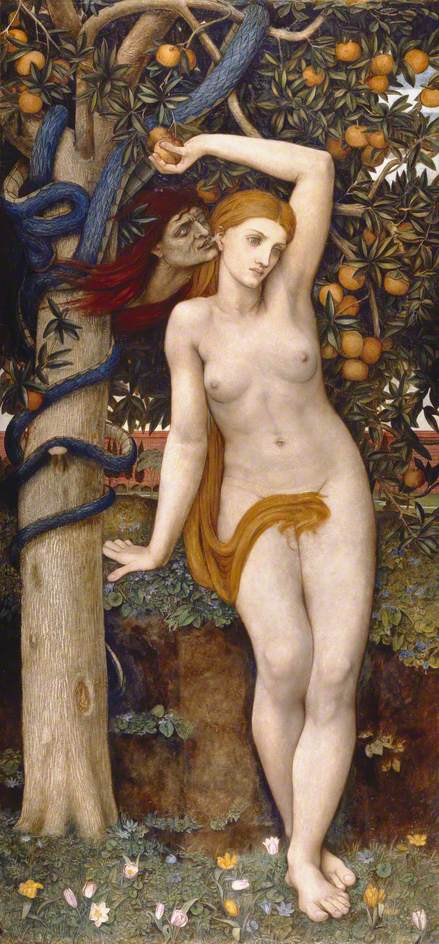
Die Verführung Evas von John Roddam Spencer Stanhope (1877, Tempera auf Holztafel), Sinnbild für die Verführbarkeit des Menschen.

Die Verführung (auch Verleitung oder Seduktion), abgeleitet vom Verb verführen (mittelhochdeutsch vervüeren „wegführen“, „irreführen“, von althochdeutsch firfuoren „wegfahren“), ist der bewusste und absichtliche Versuch, eine Person zu Gedanken, Wünschen oder Handlungen zu bewegen, die primär nicht aus deren eigenständiger willentlicher Entscheidung hervorgehen. Sie erfolgt gewaltlos, bedient sich jedoch manipulativer Mittel wie List, Täuschung oder der Verheißung eines vermeintlichen Gewinns. Ziel bei der Verführung ist es, die betroffene Person im Interesse des Verführers zu instrumentalisieren, was häufig gegen die Gewissensüberzeugung des Verführten verstößt und sowohl dem Einzelnen als auch der Gemeinschaft schaden kann. Neben der individuellen Dimension hat die Verführung auch kollektive Formen, beispielsweise durch politische Demagogie, religiöse Manipulation, Medienmissbrauch oder Werbung.

## Etymologie und Begriffsgeschichte
Das Nomen „Verführung“ leitet sich vom Verb „verführen“ ab, das aus dem Mittelhochdeutschen vervüeren und Althochdeutschen farfuorjan stammt. Es setzt sich aus der Vorsilbe ver- und dem Verb führen zusammen. Die Vorsilbe ver- bringt in diesem Zusammenhang die Bedeutung „weg von“ oder „hin zu einem anderen Ort“ ein, wodurch die ursprüngliche Bedeutung des Wortes als „hinwegführen“ oder „an einen anderen Ort bringen“ erkennbar wird.
In der älteren deutschen Sprachgeschichte war der Gebrauch des Wortes überwiegend konkret-physisch geprägt. Es bezeichnete die tatsächliche Handlung des Verbringens von Personen, Tieren oder Gegenständen an einen anderen Ort und war wertneutral. Erst im Neuhochdeutschen entwickelte sich die übertragene, geistige Bedeutung. „Verführen“ wurde zu einem Ausdruck, der das Irreführen von Menschen bezeichnet, sei es auf intellektueller, moralischer, religiöser oder emotionaler Ebene.
Ab dem 18. Jahrhundert erlangte das Wort eine spezifische Bedeutung im Zusammenhang mit der Verführung zur Unsittlichkeit, insbesondere in literarischen und rechtlichen Kontexten. Diese Entwicklung zeigt sich auch in der Substantivierung „Verführung“, die vermehrt den Vorgang der Verleitung zur Abweichung von moralischen oder rechtlichen Normen bezeichnet.
Das Verb „verleiten“ stammt hingegen vom althochdeutschen farleitan und bedeutete ursprünglich „geleiten“ oder „führen“. Diese neutrale Bedeutung blieb im Mittelalter erhalten, entwickelte jedoch im Mittelhochdeutschen (verleiten) und im Mittelniederdeutschen (vorleiden, vorleden) eine negative Konnotation. Besonders in moralischen und rechtlichen Kontexten wurde „verleiten“ als Begriff für das „Verführen zum Schlechten“ verwendet. Heute dominiert diese metaphorische Bedeutung, während die ursprüngliche des „Geleitens“ nahezu vollständig verloren ist.

## Formen, Funktionen und Wirkungen
Verführung ist der vorsätzliche Versuch, andere durch die Verheißung eines Vorteils zu Handlungen zu bewegen, die nicht primär aus eigenem Willen entstehen und den Interessen des Verführenden dienen, oft auf Kosten der Überzeugungen des Verführten. Gewaltlos in ihrer Ausführung, greift Verführung auf manipulative Mittel wie List, Überredung oder Täuschung zurück. Ihr Zweck liegt vor allem in der Instrumentalisierung anderer zum eigenen Vorteil oder der Durchsetzung verwerflicher Absichten. Sie kann darauf abzielen, Macht, Kontrolle oder Genuss zu erlangen, aber auch destruktive Ziele verfolgen, wie die Zerstörung der Identität des Verführten oder die Schwächung sozialer und moralischer Strukturen. Politische, religiöse und wirtschaftliche Akteure nutzen Verführung, um Zustimmung, Gefolgschaft oder Konsumverhalten zu fördern.
Verführung kann in verschiedenen Formen auftreten. Auf individueller Ebene umfasst sie beispielsweise erotische Verführung, bei der emotionaler oder sexueller Einfluss ausgeübt wird, sowie psychologische Verführung, die auf persönliche Wünsche oder Unsicherheiten abzielt. Auf kollektiver Ebene zeigt sie sich in politischer Demagogie, bei der charismatische Führer oder Ideologien manipulative Macht entfalten, in religiöser Verführung durch Versprechen spiritueller Belohnungen oder Drohungen sowie in medialer Verführung, die durch Werbung oder Propaganda Verhalten und Meinungen steuert.
Die Folgen der Verführung können weitreichend sein und sowohl Individuen als auch Gesellschaften betreffen. Individuelle Konsequenzen reichen von persönlicher Schädigung wie Existenzverlust, Suchtverhalten oder kriminellen Handlungen bis hin zum Verlust der Identität oder der Entfremdung von eigenen moralischen Überzeugungen. Auf gesellschaftlicher Ebene kann Verführung zur Erosion moralischer Werte und Normen führen, soziale Ungerechtigkeit durch Ausbeutung oder Diskriminierung fördern und birgt die Gefahr von Massenmanipulation, die Konflikte oder Machtmissbrauch begünstigen können.

## Verführung als Begriff des deutschen Rechts
Besondere Bedeutung erlangte der Begriff der Verführung im deutschen Recht. Bis 1994 war im deutschen Strafrecht der § 182 StGB, der heute geschlechtsneutral formuliert ist und als „Sexueller Missbrauch von Jugendlichen“ bezeichnet wird, unter dem Titel „Verführung“ bekannt. Diese Regelung ermöglichte es, bei Stellung des gesetzlich vorgesehenen Strafantrages eines Erziehungsberechtigten, die Verführung eines Mädchens im Alter von 14 oder 15 Jahren durch einen Mann zum Beischlaf mit Freiheitsstrafe bis zu einem Jahr oder Geldstrafe zu bestrafen. War der Mann noch nicht 21 Jahre alt, konnte das Gericht von einer Strafe absehen. Eine besondere Situation ergab sich nach der Deutschen Wiedervereinigung. Nach dem Einigungsvertrag galt die Regelung des § 149 StGB-DDR anstelle des nicht übernommenen § 182 StGB (Verführung) weiterhin für das Gebiet der ehemaligen DDR. Diese Regelung blieb bis zum 11. Juni 1994 in Kraft, als der durch das 29. Strafrechtsänderungsgesetz umgestaltete § 182 StGB in Kraft trat und § 149 StGB-DDR damit entfiel.

## Verführung in Mythologie und Literatur
Verführung ist ein ebenso altes und zeitloses wie auch prägnantes Motiv in Mythologie und Literatur, das die Mechanismen von Manipulation und Verlockung thematisiert und dabei zentrale Fragen nach Macht, moralischer Integrität und menschlicher Schwäche aufwirft. In ihrer archetypischen Bedeutung symbolisiert Verführung die Ambivalenz zwischen Verheißung und Gefahr, zwischen der Überwindung und der Unterwerfung unter soziale und ethische Normen.
Ein prototypisches Beispiel bietet der biblische Sündenfall (Gen 3,1–6), in dem Adam und Eva durch die Schlange zur Übertretung göttlicher Gebote verführt werden. Dieses Ereignis markiert in der Bibel den Ursprung moralischer und existenzieller Konflikte und etabliert die Verführung als eine Kraft, die den Menschen sowohl reizt als auch gefährdet. In der christlichen Tradition übernimmt darauf aufbauend der Teufel die Rolle des ultimativen Verführers, der das moralische Scheitern verkörpert und symbolisiert.
Mythische Erzählungen verknüpfen Verführung oft mit Täuschung und Zerstörung. Die Sirenen der griechischen Mythologie verkörpern etwa die unwiderstehliche Macht des sinnlichen Reizes, der Seefahrer ins Verderben lockt. Ähnliche Züge zeigt die Lorelei in späteren europäischen Sagen, die mit ihrer betörenden Erscheinung Männer in den Tod führt. Solche Figuren entreißen ihre Opfer der Selbstbestimmung und stürzt sie in Chaos und Untergang.
Auch männliche Verführer spielen in der Mythologie eine große Rolle. Zeus, der sich in verschiedenste Tiergestalten verwandelt, um Frauen zu täuschen, überschreitet nicht nur moralische, sondern auch göttliche Grenzen.
In der späteren Literatur wird dieser Archetyp durch Figuren wie Don Juan weiterentwickelt, etwa bei Tirso de Molina, Molière und Lord Byron. Don Juan verkörpert den charmanten Frauenhelden, der mit Manipulation und Verführungsmacht die Frauen seiner unterwirft. Eine ähnliche Figur findet sich in seinem Namensvetter Johannes der Verführer in Søren Kierkegaards „Entweder – Oder“. Dem Verführer gelingt es dabei, die junge Cordelia durch psychologische Raffinesse und kalkulierte Strategien an sich bindet. Für Johannes ist die Verführung der Cordalia hierbei ein anmutiges Kunstwerk, das allein seinem Triumph über die Verführte dient. Kierkegaard nutzt diese Figur, um die ethische Fragwürdigkeit eines rein ästhetischen Lebensstils zu enthüllen.
Ein besonderes Bild der Verführung prägt die Femme fatale, die vor allem in Kunst und Literatur des 19. Jahrhunderts auftaucht. Figuren wie Circe oder die Sphinx verkörpern eine bedrohliche Mischung aus Intellekt, Sinnlichkeit und Macht. Diese Frauenfiguren bedrohen die Identität oder gar das Leben der Männer, die sich ihrem Bann nicht entziehen können.
Weiterhin wird die Verführung in der der Literatur häufig zum Spiegel sozialer und religiöser Konflikte. So dient Verführung in mittelalterlichen Balladen und Schwänken als Vehikel, um soziale Ungleichheiten zu thematisieren. Häufig stehen hier junge Frauen im Mittelpunkt, die von sozial Höhergestellten hintergangen werden – eine deutliche Anspielung auf Standes- und Klassenkonflikte.
Auch Macht und Intrige sind eng mit dem Motiv der Verführung verknüpft. Die biblische Judith etwa nutzt ihre Anziehungskraft, um Holofernes zu überwältigen und ihr Volk zu retten. Hier wird Verführung zur strategischen Waffe, die nicht allein zerstörerische, sondern auch befreiende Kraft zeigt.